# Traversata nera
Traversata nera  è un film del 1939 diretto da Domenico Gambino.

## Trama
Alcuni passeggeri salgono da un porto orientale, su di un mercantile diretto in Europa. Tra il gruppo degli imbarcati si trova anche un losco individuo che affida al comandante una cassetta di valori per essere custodita sino all'arrivo del viaggio. Questo individuo è legato ad un'artista del varietà, che fa parte del gruppo di teatranti che si sono imbarcati con lei. Durante la notte, dopo la partenza viene trovato morto il misterioso individuo, il capitano avvia le prime indagini per risalire all'autore del delitto, ma i sospetti coinvolgono tutti i passeggeri. Un improvviso guasto alle macchine rischia di far affondare la nave, per cui il comandante fa mettere nelle scialuppe di salvataggio i passeggeri, rimanendo a bordo con il giovane figlio dell'ammiraglio. Solo nel momento dell'affondamento il giovane confessa il suo delitto, generato dal bisogno di recuperare importanti documenti in possesso della vittima, e preferisce affondare con la nave anche quando i soccorsi stavano per arrivare.

## Produzione
Prodotto da Federigo D'Avac per la Sovrania Film, il soggetto del film è tratto dalla commeida omonima di Giuseppe Achilli e Bruno Corra, girato a Cinecittà nella primavera del 1939.

## Distribuzione
Il film venne distribuito nelle sale cinematografiche italiane il 12 agosto 1939.

## Critica
Nelle pagine di Film del 10 febbraio 1940 « Gambino il regista, ha sguazzato nella ricerca del sempre più lugubre e del sempre più tragico ed è così riuscito a tenere in mano la trama complicatissima e gialla, e ad armonizzare l'interpretazione degli attori, che sono tutti efficacissimi. Interessanti le architetture di stile coloniale portoghese create da Salvo D'Angelo »